# Tramlijn Den Haag - Leiden Haarlemmerstraat
De tramlijn Den Haag - Leiden Haarlemmerstraat was een elektrische tramverbinding op normaalspoor, die heeft bestaan van 1923 tot 1961. De lijn maakte deel uit van het net van de buitenlijnen van de Haagse tram, geëxploiteerd door de Haags(ch)e Tramweg Maatschappij (HTM). Het lijnnummer van de tramlijn was I². De letter I stond voor intercommunaal en gaf aan dat het traject gedeeltelijk buiten de grenzen van de gemeente 's-Gravenhage voerde. De lijnaanduiding I² stond vermeld op de haltes, lijnnetkaarten in de trams en netplattegronden, maar niet op de trams zelf. In Leiden stond de lijn bekend als de Gele Tram om onderscheid te maken met de Blauwe Tram van de NZHTM (na 1946: NZHVM).

## Geschiedenis
Tramlijn I² werd geopend tussen de dierentuin in Den Haag en de Haagsche Schouw in Wassenaar in 1923. In 1925 werd de lijn verlengd naar het station van Leiden waar ze aansloot op het netwerk van de Blauwe Tram. Vanaf daar ging het over er de sporen van de tramlijn Leiden - Scheveningen naar de Blauwpoortsbrug, van waar via eigen sporen het definitieve eindpunt Haarlemmerstraat werd bereikt.
Volgens de oorspronkelijke plannen, vastgelegd in de concessie, zou lijn I² doorgetrokken worden naar het station Leiden Heerensingel van de Haarlemmermeerspoorlijnen. Doordat de onderdoorgang van de Zijlpoort niet kon worden gepasseerd, is de lijn nooit verder gekomen dan het oostelijke einde van de Haarlemmerstraat, op korte afstand van de Haven van Leiden. Een plan voor nog verdere verlenging naar Alphen aan den Rijn heeft geen concrete vorm gekregen.
In 1928 werd de eindhalte Dierentuin in Den Haag opgeheven en de lijn bij de Korte Voorhout aangesloten op het Haagse tramnetwerk. De trams reden buiten de stad Den Haag op een bovenleidingspanning van 1200 volt. De remise bevond zich in Wassenaar nabij de Maaldrift.

### Tijdlijn
- 2 maart 1923: Lijn I² werd geopend op het traject Den Haag Jozef Israëlslaan – Wassenaar Den Deijl.
- 1 augustus 1923: De lijn werd verlengd van Den Deijl naar het Haagsche Schouw.
- 4 augustus 1923: Aan Haagse zijde werd het beginpunt Dierentuin (thans Zuid-Hollandlaan).
- 7 oktober 1924: omdat een deel nog niet gereed was, werd tijdelijk een buslijn I² ingesteld.[1]
- 16 mei 1925: De route werd verlengd van de Haagsche Schouw naar Leiden Posthof (bij de Rijnsburgerweg). De busdienst verviel.
- 4 juli 1925: Over sporen van de NZHTM werd de lijn in Leiden verlengd via het Station Leiden naar de Blauwpoortsbrug, van waar via eigen sporen het definitieve eindpunt Haarlemmerstraat werd bereikt.
- 1 mei 1928: In Den Haag werd een nieuw beginpunt in gebruik genomen op het Plein. Vanaf dezelfde dag reed een deel van de trams (overdag ongeveer 50 %) alleen op het trajectgedeelte Den Haag – Wassenaar. Door de jaren heen gold hier een frequentie van 4 x per uur en op de rest van de lijn tot Leiden 2 x per uur. Het Wassenaarse eindpunt was tot 1951 Den Deijl, waar met de straatnaam De Lus een keerlus voor de trams was aangelegd. Intern, maar niet publiekelijk, werden deze ritten aangeduid als I⁴.
- 5 augustus 1940: Het beginpunt werd op last van de Duitse bezetter verlegd van het Plein naar de Turfmarkt.
- 26 augustus 1944: De route werd wegens inrichting van een 'Sperrgebiet' verlegd van de Benoordenhoutseweg naar de Zijdelaan en Bezuidenhoutseweg, via de route van lijn 4, om daarna via de Boslaan (route lijn 7) weer aan te sluiten op de eigen route bij het Malieveld.
- 17 november 1944: De dienst op alle Haagse tramlijnen werd gestaakt vanwege energieschaarste.
- 11 juni 1945: De dienst op lijn I² werd hervat op het traject Viaduct Wassenaar – Wassenaar Maaldrift.
- 2 juli 1945: De dienst werd in Den Haag verlengd naar de Leidsestraatweg bij het Malieveld en aan de andere kant naar Leiden Posthof.
- 19 augustus 1945: De route werd teruggelegd via de Benoordenhoutseweg.
- 3 december 1945: In Den Haag werd het beginpunt Turfmarkt weer in gebruik genomen.
- 9 januari 1946: In Leiden werd het eindpunt Haarlemmerstraat weer in gebruik genomen.
- 1 september 1951: Tweedehands aangeschaft eenrichtingsmaterieel, afkomstig van de LTM (de Limburgers) werd in gebruik genomen voor de tussendiensten Den Haag - Wassenaar. Om te voorkomen dat de grotere radstand van hun draaistellen geluidsproblemen zou veroorzaken in de bogen van de keerlus Den Deijl, werden de tussendiensten verlengd naar de keerdriehoek bij de remise Maaldrift.
- 5 oktober 1953: Ter compensatie van de opheffing van de Scheveningse tak van de Hofpleinspoorlijn, die een Wassenaarse halte had op het viaduct waar lijn I² onderdoor ging, werden op werkdagen (ochtendspits heen, middagspits terug) twee extra 'Forensentrams' ingesteld op het traject Wassenaar Maaldrift – Den Haag station HS. Het afwijkende eindpunt Hollands Spoor werd niet op de trams aangegeven. Wel hing voorop de trams een bord met de tekst Forensentram. Ondanks tegenvallende vervoerscijfers bleven deze ritten tot de opheffing in 1961 bestaan. Intern, maar niet publiekelijk, werd deze dienst aangeduid als I⁵.
- 9 november 1961: Lijn I² werd opgeheven. Het traject werd overgenomen door bussen van de NZHVM. De opheffingsdag was vastgesteld op 11 november, maar werd in het geheim naar voren gehaald omdat men vreesde voor rellen en vandalisme van souvenirjagers, gezien eerdere rumoerige opheffingen. In de loop van 1962 werden de tramsporen tussen Den Haag en Leiden opgebroken.

### Tramlijn I⁴
Tramlijn I⁴ van de Haagse Tramweg Maatschappij (HTM) is een voormalige elektrische tramlijn op de route Den Haag – Wassenaar en maakte deel uit van de route van tramlijn I². Deze ritten dienden ter versterking.
Op 1 mei 1928 vond de opening plaats van de korttrajectritten van tramlijn I² als tramlijn I⁴ tussen Den Haag, Plein en Wassenaar, De Lus. Op dit traject werd gereden met buitenlijnmaterieel, dat geschikt was voor 1200 volt gelijkspanning op de bovenleiding. Voor de stadstrajecten gold een rijspanning van 600 volt gelijkspanning. Op 5 augustus 1940 vond op last van de Duitse bezetter een verplaatsing van het Haagse eindpunt plaats naar de Houtmarkt. In augustus 1944 werd de dienst wegens energiegebrek gestaakt. Op 3 december 1945 kon de lijn na herstel van oorlogsschade weer hersteld worden naar de situatie van 1940.

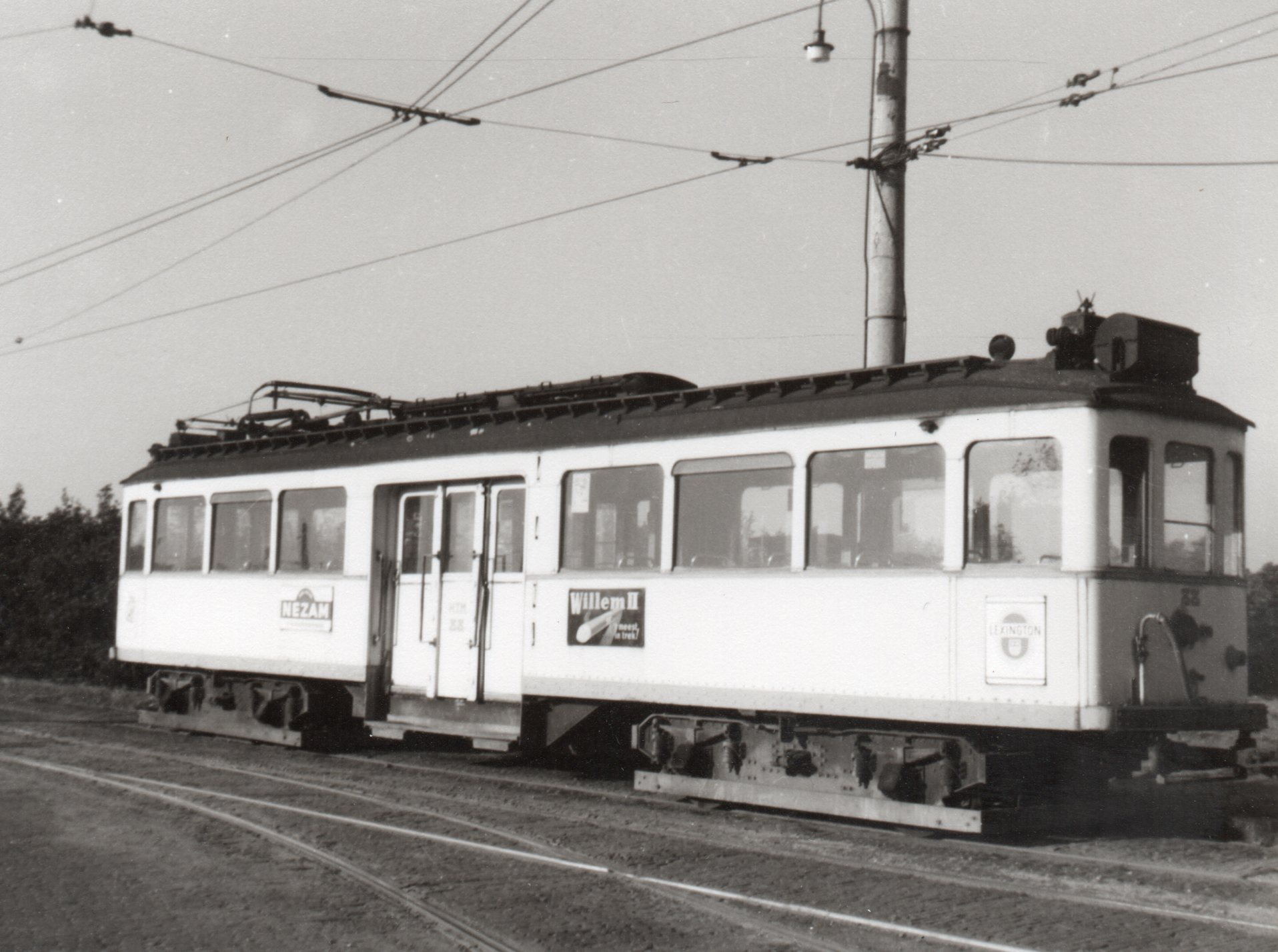
HTM-motorwagen 88 (ex LTM 608) te remise 's-Gravenmade, aan de achterzijde gezien (september 1964)

Vanaf 1 september 1951 werden de Limburgers op de lijn ingezet. Dit was eenrichtingsmaterieel met een grotere radstand dan bij de HTM-buitenlijnen gebruikelijk, waardoor het Wassenaarse eindpunt werd verlegd van de keerlus bij Den Deijl naar de keerdriehoek remise Maaldrift. Op het traject Den Haag-Wassenaar werd door de korttrajecttrams 2 maal per uur gereden, afwisselend met de trams op de lijn naar/van Leiden die eveneens 2 maal per uur reden, waardoor tussen Wassenaar en Den Haag met een kwartierdienst werd gereden.
Met de opheffing op 9 november 1961 van tramlijn I² verdween ook de korttrajectdienst.

### Tramlijn I⁵
Tramlijn I⁵ van de HTM is een voormalige elektrische tramlijn op de route Den Haag – Wassenaar en maakte deel uit van de route van tramlijn I². De lijnaanduiding I⁵ had alleen een interne functie, diende niet voor publieksinformatie en stond niet vermeld op de trams, haltes, lijnkaarten in de trams en netplattegronden. Wel hing voorop de trams een bord Forensentram. De dienst werd speciaal ingezet voor het vervoer van Wassenaarse forensen.
Vanaf 5 oktober 1953 werd het mogelijk in de vervoersbehoefte te voorzien van vele Wassenaarse forensen die in Rotterdam hun werk hadden. Zij konden vanaf 3 oktober 1953 geen gebruik meer maken van Station Wassenaar aan de spoorlijn Scheveningen-Den Haag (een deel van de Hofpleinlijn), dat werd opgeheven. Deze trams werden in de spitsuren ingezet op een deel het traject van tramlijn I² met eindpunten Den Haag, station Hollands Spoor en Wassenaar, remise Maaldrift. In de praktijk bleek deze lijn echter geen succes, daar de meeste forensen ervoor kozen per auto te reizen. De lijn werd gehandhaafd tot aan het opheffen van lijn I² op 9 november 1961.

### Opheffing
Hoewel de tramlijn een belangrijke functie had voor Wassenaar als forensengemeente en ook toeristisch vervoer opleverde, was de exploitatie na de Tweede Wereldoorlog niet winstgevend. Voorstellen tot een doelmatiger exploitatie werden niet uitgevoerd en lokale overheden wilden niet meer bijdragen aan de exploitatieverliezen. De tramlijn bevond zich in het vervoersgebied van streekvervoerder NZHVM, die de route voortzette als buslijn 43. De opheffingsdag was oorspronkelijk vastgesteld op 11 november 1961, maar werd in het geheim naar voren gehaald naar 9 november, omdat men na eerdere rumoerige opheffingen vreesde voor rellen en vandalisme van souvenirjagers. In 1962 werden de tramsporen tussen Den Haag en Leiden opgebroken. Op diverse plekken is de oude trambaan nu nog herkenbaar of fietspad geworden.
De Duitse verkeerskundige dr. Friedrich Lehner, wiens Plan Lehner in de jaren 1965-66 het Haagse tramnet saneerde, sprak in een eerste rapportage in 1964 de mening uit dat de opheffing van de tramlijn naar Wassenaar en Leiden een vergissing was geweest. Volgens hem hadden de buitenlijnen, zelfs al leverden ze financiële verliezen op, een belangrijke functie voor Den Haag, niet alleen voor forensen die in de stad werkten, maar ook voor het winkelgebied, dat in trek was bij bewoners van de omliggende gemeenten.

## Na de opheffing
Buslijn 43, oorspronkelijk van de NZHVM, daarna van Connexxion, daarna van Veolia, daarna opnieuw van Connexxion en sinds 2019 van EBS, volgt al decennia tussen Wassenaar Viaduct en Haagse Schouw grotendeels de oude tramroute. In Wassenaar-Noord rijdt bus 43 door wijken die na de opheffing zijn gebouwd. Tussen de Haagse Schouw en Leiden is de busroute diverse malen ingrijpend gewijzigd, evenals de route door Leiden en het eindpunt aldaar. Binnen Den Haag heeft de route tot aan het Wassenaarse viaduct geen enkele relatie meer met de vroegere tramroute.
Op enkele plaatsen in Den Haag bleven na 1961 nog sporen in gebruik. Het spoor op de Leidsestraatweg (later Koekampweg) bij het Malieveld bleef als omleidingsspoor berijdbaar tot 1966 en aanwezig tot in 1983. Er waren wissels om te keren indien de binnenstad niet bereikbaar was. De keerlus op de Turfmarkt bleef in gebruik tot 1983. Het spoor van lijn I² werd na de opheffing gebruikt als tijdelijk eindpunt bij stremmingen. Lijn I² bereed deze lus als enige linksom. Tot in 1983 werd dit tramstation nog gebruikt voor de lijnen 1 en 16. De rails verdwenen in 1985.

### Restanten
Diverse trajecten van lijn I² zijn herkenbaar gebleven. Tot fietspad omgebouwd zijn het gedeelte op de Benoordenhoutseweg tussen Tolhek (later halte Waalsdorperlaan) en Viaduct Wassenaar en het traject van Noord-Wassenaar via Maaldrift en Tienhuizen naar de Haagsche Schouwbrug, dat de naam Oude Trambaan gekregen heeft. Wegens de aanleg van de RijnlandRoute volgt het fietspad op die hoogte niet meer de oorspronkelijke trambaan. Het ZHESM-spoorwegviaduct uit 1907, waarin in 1923 twee gebogen tunneltjes voor de tram waren gemaakt, en dat na de opheffing van dit deel van de Hofpleinlijn in 1953 diende voor het autoverkeer op de Landscheidingsweg, werd bij omvangrijke verbouwingen in 2002 vervangen door een groter verkeersviaduct. De tunneltjes verdwenen daarbij ook, evenals de voet van een bovenleidingmast die daar na bijna 40 jaar nog lag.
In Wassenaar naast de Zijdeweg, naast de Stoeplaan en naast de Groot Haesebroekseweg is de loop van de trambaan, deels ruiterpad, grotendeels herkenbaar aan de noordkant van de weg, evenals in de halve cirkelvorm van de straat De Lus. Tussen de Jagerslaan en het Zanderijpad is de oude baan deels ruiterpad en deels fietspad. Voorbij de Haagsche Schouwbrug liep de lijn oostelijk van de rijweg door lege polders in diagonale lijn door naar de Wassenaarseweg in Leiden. In dit gebied ontstond in de jaren na 1980 het Leiden Bio Science Park, waar het fietspad voor een deel Trambaan heet, maar niet exact de tramroute volgt.
Op de plaats van de remise bevindt zich sinds 1978 het Adelbert College. De aangrenzende personeelswoningen aan de Weijermanstraat, genoemd naar A.W.E. Weijerman, HTM-directeur van 1915 tot 1928, zijn nog aanwezig en verkocht aan particulieren. Het enige houten wachthuis dat nog bestond, van halte De Kieviet, werd "bewaard" in een Wassenaarse tuin. In 1993 is het overgebracht naar het Haags Openbaar Vervoer Museum, waar het na restauratie op het remiseterrein is geplaatst.

## Materieel
Van het trammaterieel van de Haagse buitenlijnen zijn de motorrijtuigen 57 en 58 (Linke-Hofmann, 1923) en aanhangrijtuig 118 (Allan, 1924) behouden gebleven en in rijvaardige toestand gerestaureerd als Haagse museumtrams. Het tweedehands aangeschafte Limburgse motorrijtuig 90 (Beijnes, 1931) is als statisch object visueel teruggebracht in de oorspronkelijke LTM-staat en verblijft in Zuid-Limburg.

## Galerij

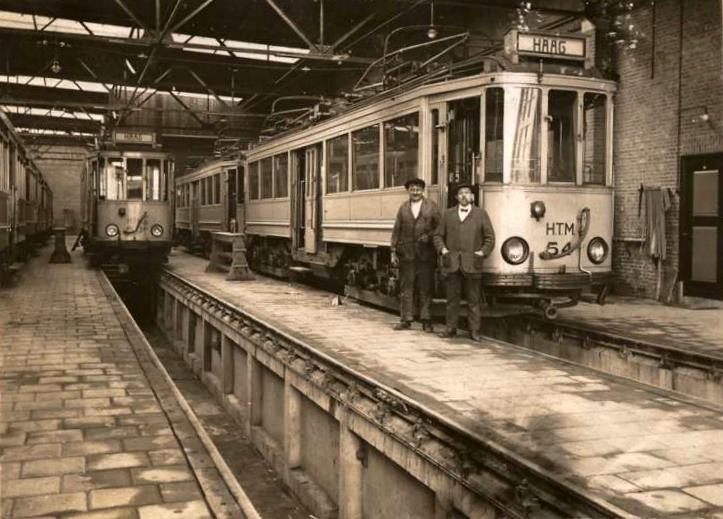
Remise Maaldrift (± 1925) was de thuisbasis van lijn I²
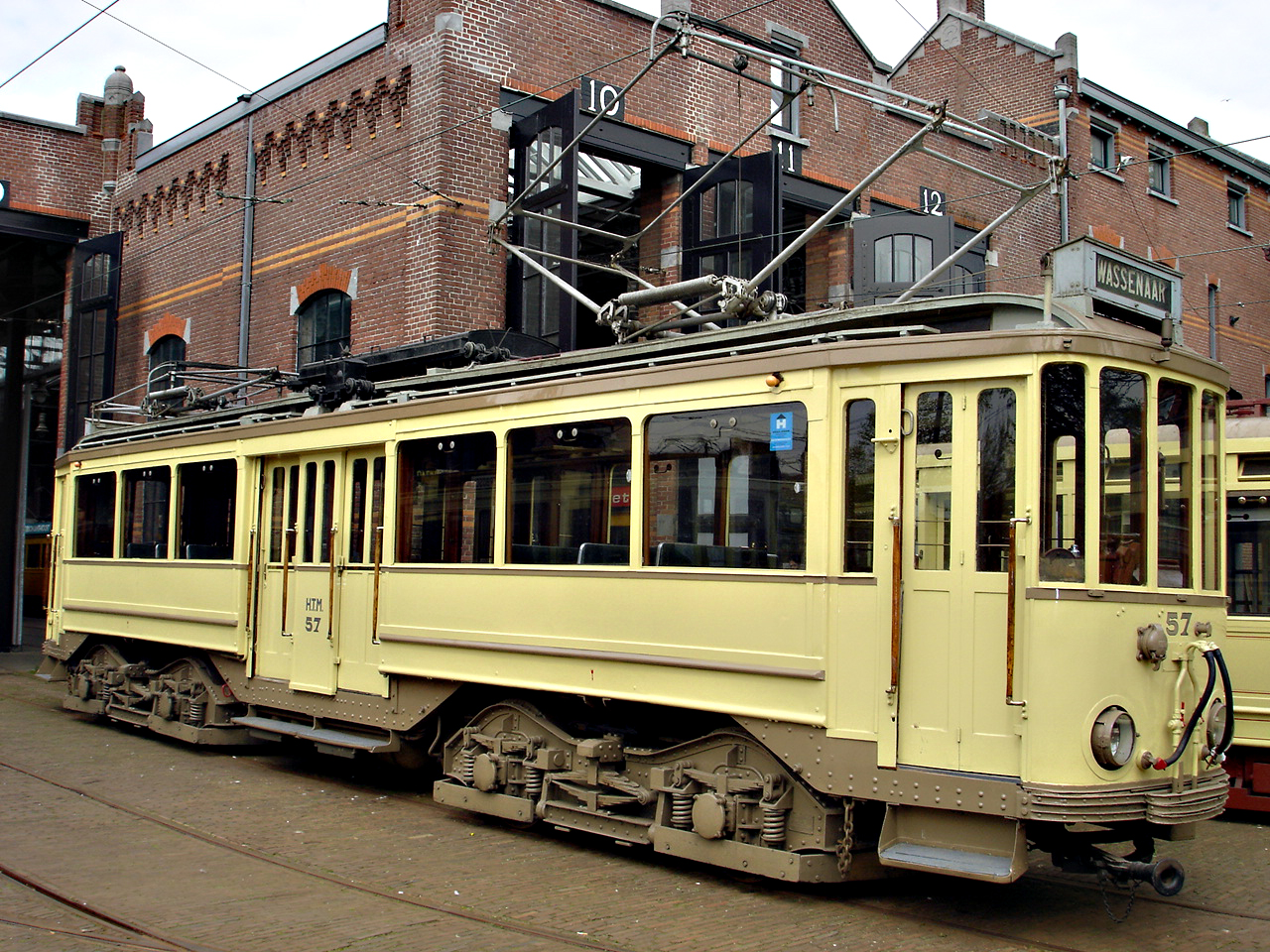
Gele Tram motorwagen 57 van de tram naar Wassenaar in het Haags Openbaar Vervoer Museum
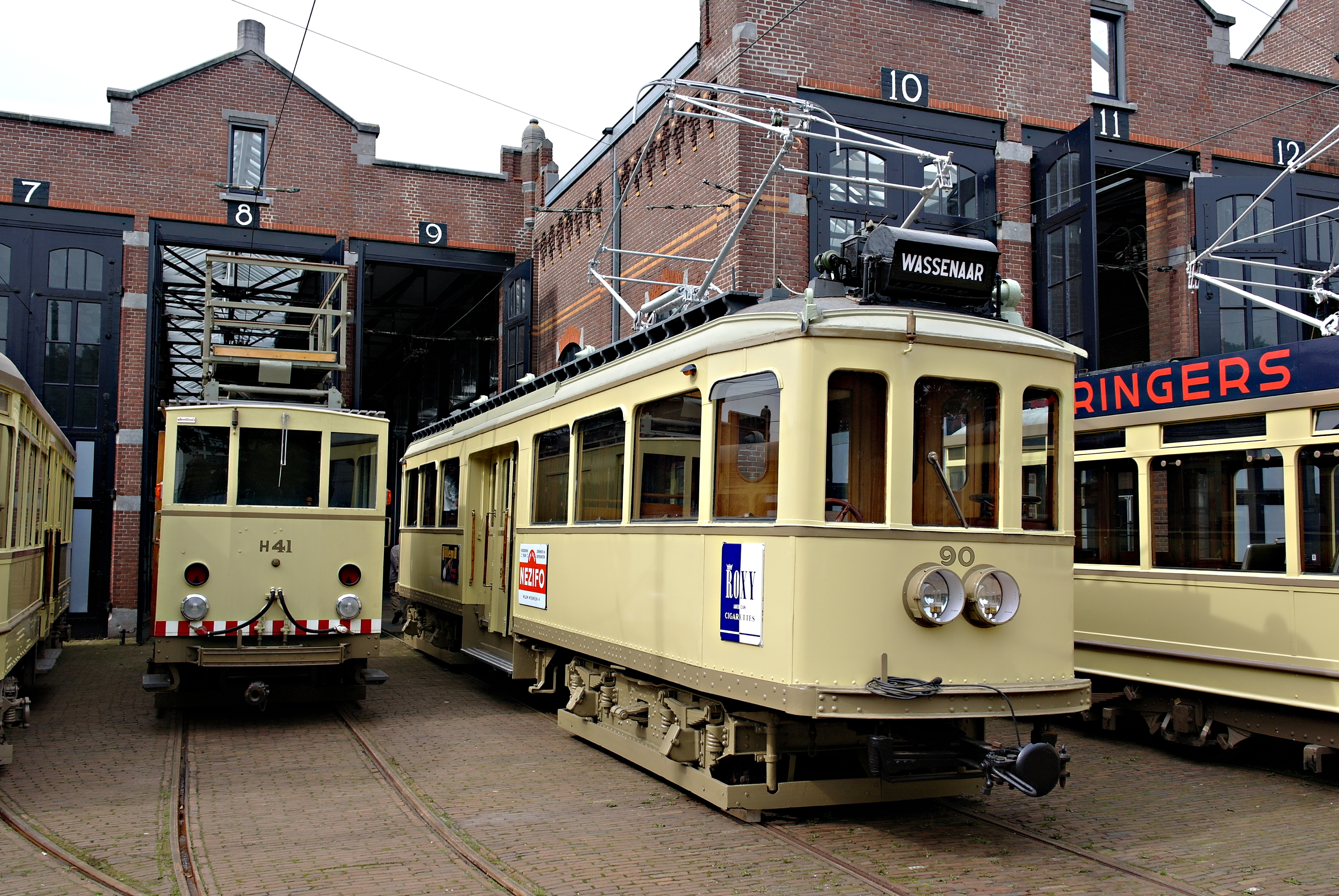
Limburger motorwagen 90 en montagemotorwagen Dieseltinus die is ingezet voor zowel de aanleg als de opbraak van lijn I²
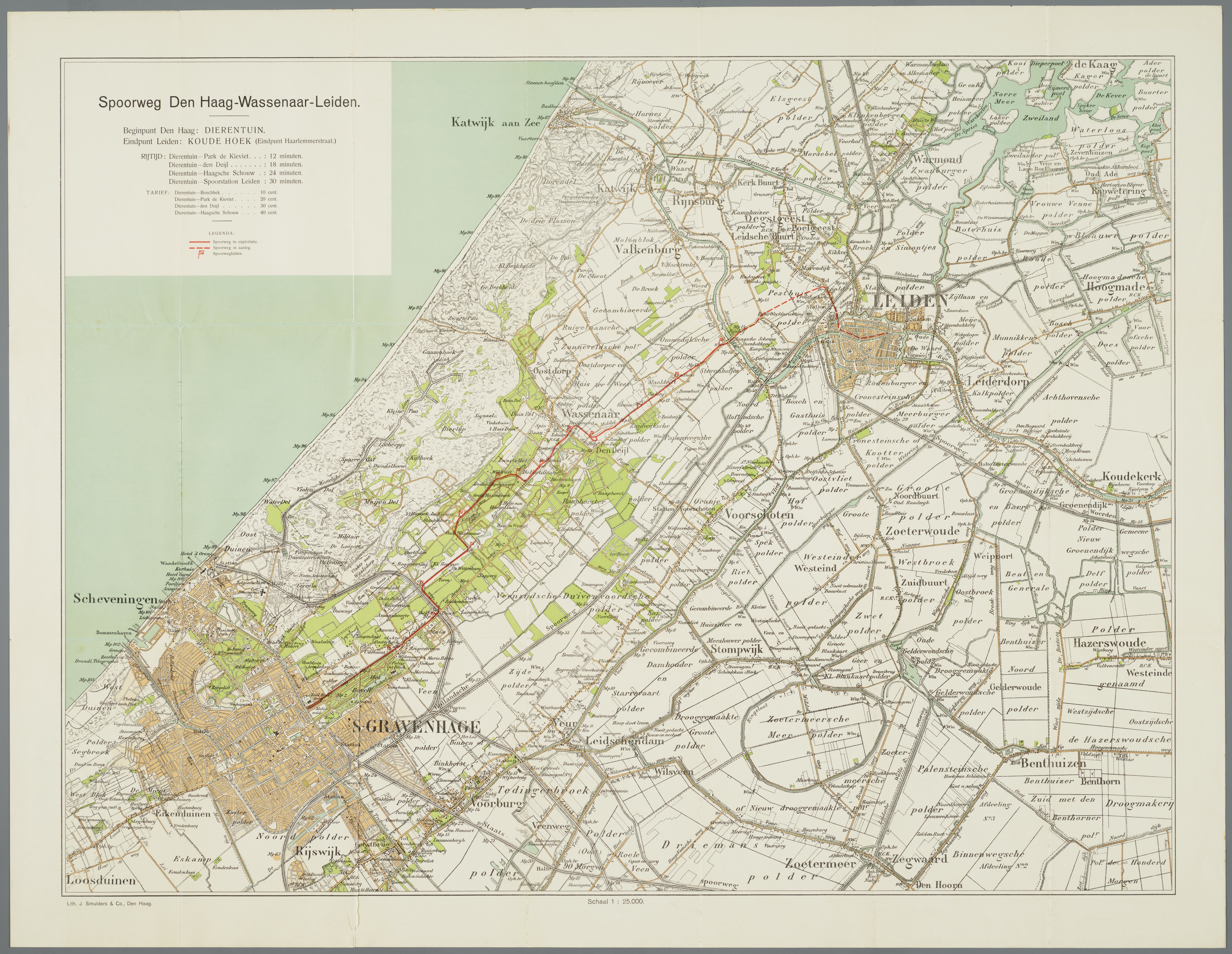
Kaart uit 1923 met daarop het traject gemarkeerd